# دلفين الساعة الرملية
دلفين الساعة الرملية (الاسم العلمي: Lagenorhynchus cruciger) (بالإنجليزية: Hourglass dolphin)‏ هو نوع من الحيتانيات يتبع جنس دلفين قاروري الخطم من فصيلة الدلافين المحيطية.